# Divisor
Der Begriff des Divisors spielt in der algebraischen Geometrie und der komplexen Analysis eine wichtige Rolle bei der Untersuchung algebraischer Varietäten bzw. komplexer Mannigfaltigkeiten und der darauf definierten Funktionen. Unterschieden werden müssen dabei der Weil-Divisor und der Cartier-Divisor, welche in bestimmten Fällen übereinstimmen.
Ursprünglich kommt dem Divisor im eindimensionalen Fall die Bedeutung zu, die Null- und Polstellenmenge einer rationalen bzw. meromorphen Funktion vorzuschreiben, und es stellt sich die Frage, für welche Divisoren eine solche Realisierung möglich ist, was eng mit der Geometrie der Varietät bzw. Mannigfaltigkeit verknüpft ist.

## Eindimensionaler Fall

### Funktionentheorie

#### Definition
Sei {\displaystyle \Omega \subseteq \mathbb {C} } ein Gebiet oder eine riemannsche Fläche. Eine Abbildung {\displaystyle D\colon \Omega \rightarrow \mathbb {Z} } heißt Divisor in {\displaystyle \Omega }, falls ihr Träger {\displaystyle T:=\{z\in \Omega \,:\,D(z)\neq 0\}} in {\displaystyle \Omega } abgeschlossen und diskret ist. Die Menge aller Divisoren auf {\displaystyle \Omega } bildet bezüglich der Addition eine abelsche Gruppe, die mit {\displaystyle \operatorname {Div} (\Omega )} bezeichnet wird. Auf dieser Gruppe führt man eine partielle Ordnung ein. Seien {\displaystyle D,D'\in \operatorname {Div} (\Omega )}, dann setzt man {\displaystyle D\leq D'}, falls {\displaystyle D(x)\leq D'(x)} für alle {\displaystyle x\in \Omega } gilt.

#### Hauptdivisor
Zu jeder von Null verschiedenen meromorphen Funktion {\displaystyle f\colon \Omega \to \mathbb {C} } kann ein Divisor {\displaystyle (f)} definiert werden, indem der Divisor jedem Punkt aus {\displaystyle \Omega } die Null- beziehungsweise die Polstellenordnung zuordnet:
{\displaystyle \left(f\right)(x):={\begin{cases}0,&f{\mbox{ holomorph und nicht Null in }}x\\k,&f{\mbox{ hat eine Nullstelle von Ordnung }}k{\mbox{ in }}x\\-k,&f{\mbox{ hat eine Polstelle von Ordnung }}k{\mbox{ in }}x\end{cases}}}
Ein Divisor, der gleich dem Divisor einer meromorphen Funktion ist, heißt Hauptdivisor.
Der weierstraßsche Produktsatz besagt, dass in {\displaystyle \mathbb {C} } jeder Divisor ein Hauptdivisor ist. In einer kompakten, riemannschen Fläche gilt dies jedoch nicht mehr und ist vom Geschlecht der Fläche abhängig. Dies wird im Artikel Satz von Riemann-Roch näher erläutert.

### Algebraische Kurven
Sei {\displaystyle C} eine ebene algebraische Kurve. Eine formale Summe {\displaystyle \textstyle \sum _{P\in C}a_{P}\cdot P,\;a_{P}\in \mathbb {Z} } heißt Divisor in {\displaystyle C}, falls {\displaystyle a_{P}=0} außer für endlich viele {\displaystyle P}. Durch punktweise Addition wird die Menge aller Divisoren in {\displaystyle C} zu einer freien abelschen Gruppe.
Analog zur o. g. Definition definiert man für eine rationale Funktion den Divisor der Funktion. Ein Divisor, der gleich dem Divisor einer rationalen Funktion ist, heißt Hauptdivisor.
Im Falle {\displaystyle C=\mathbb {C} } ist für einen Divisor die Abbildung {\displaystyle P\mapsto a_{P}} ein Divisor im Sinne der Funktionentheorie. Allerdings gibt es Divisoren im Sinne der Funktionentheorie, die nicht auf diese Weise entstehen, da dort {\displaystyle a_{P}\neq 0} für unendlich viele {\displaystyle P} (die allerdings keinen Häufungspunkt haben dürfen) zugelassen ist.

## Allgemeine Definition

### Weil-Divisor
Sei {\displaystyle X} ein noethersches integres separiertes Schema, regulär in Kodimension 1. Ein Primdivisor {\displaystyle Y} in {\displaystyle X} ist ein abgeschlossenes ganzes Unter-Schema der Kodimension Eins. Ein Weil-Divisor (nach André Weil) ist dann ein Element der frei erzeugten abelschen Gruppe {\displaystyle \mathrm {Div} \,X} der Primdivisoren und wird meistens als formale Summe {\displaystyle \textstyle D=\sum _{j}a_{j}\cdot Y_{j},\;a_{j}\in \mathbb {Z} ,} geschrieben, wobei nur endlich viele {\displaystyle a_{j}} von Null verschieden sind.
- Ein Weil-Divisor heißt effektiv (oder positiv), wenn {\displaystyle a_{j}\geq 0} für alle {\displaystyle j} gilt.

- Ein Weil-Divisor heißt Hauptdivisor, falls er gleich dem Divisor einer von Null verschiedenen rationalen Funktion ist: Sei {\displaystyle f} eine rationale Funktion auf {\displaystyle X}, von Null verschieden. Für jeden Primdivisor {\displaystyle Y} in {\displaystyle X} bezeichne {\displaystyle v(f,Y)} die Bewertung von {\displaystyle f} im diskreten Bewertungsring, der zu einem generischen Punkt von {\displaystyle Y} gehört. Die Bewertung ist von der Wahl des generischen Punktes unabhängig. Im eindimensionalen Fall entspricht die Bewertung dem Grad der Null- bzw. Polstelle von {\displaystyle f} in diesem Punkt. {\displaystyle \textstyle (f):=\sum _{Y}v(f,Y)\cdot Y} heißt dann Divisor von {\displaystyle f} und definiert tatsächlich einen Weil-Divisor, die Summanden sind nur für endlich viele Primdivisoren von Null verschieden.

- Zwei Weil-Divisoren heißen linear äquivalent, falls ihre Differenz ein Hauptdivisor ist. Der Quotient von {\displaystyle \mathrm {Div} \,X} bezüglich dieser Äquivalenz ist die Divisorenklassengruppe und wird mit {\displaystyle \mathrm {Cl} \,X} bezeichnet.

### Cartier-Divisor
Sei {\displaystyle X} eine komplexe Mannigfaltigkeit bzw. eine algebraische Varietät und {\displaystyle {\mathcal {O}}} bezeichne die Garbe der holomorphen bzw. algebraischen Funktionen auf {\displaystyle X} und {\displaystyle {\mathcal {M}}} bezeichne die Garbe der meromorphen bzw. rationalen Funktionen auf {\displaystyle X}. Die Quotienten-Garbe {\displaystyle {\mathcal {D}}:={\mathcal {M}}^{*}/{\mathcal {O}}^{*}} heißt Garbe der Divisoren, und ein Schnitt in {\displaystyle {\mathcal {D}}} heißt Cartier-Divisor (nach Pierre Cartier), meist nur als Divisor bezeichnet. Die Menge aller Schnitte {\displaystyle \Gamma (X,{\mathcal {M}}^{*}/{\mathcal {O}}^{*})} bildet eine abelsche Gruppe.
- Ein Cartier-Divisor heißt Hauptdivisor, falls er im Bild der natürlichen Abbildung {\displaystyle \Gamma (X,{\mathcal {M}}^{*})\to \Gamma (X,{\mathcal {M}}^{*}/{\mathcal {O}}^{*})} liegt, also der Divisor einer nicht-verschwindenden meromorphen Funktion ist.

- Zwei Cartier-Divisoren heißen linear äquivalent, falls ihr Quotient ein Hauptdivisor ist. Der Quotient bezüglich dieser Äquivalenz wird mit {\displaystyle \mathrm {CaCl} \,X} bezeichnet.

### Beziehung zwischen Cartier- und Weil-Divisoren
Sei {\displaystyle X} ein noethersches integres separiertes Schema, dessen lokale Ringe alle faktoriell sind. Dann ist die Gruppe {\displaystyle \mathrm {Div} \,X} der Weil-Divisoren auf {\displaystyle X} isomorph zur Gruppe der Cartier-Divisoren {\displaystyle \Gamma (X,{\mathcal {M}}^{*}/{\mathcal {O}}^{*})}. Dieser Isomorphismus erhält die Eigenschaft, Hauptdivisor zu sein und führt die Quotientengruppen {\displaystyle \mathrm {Cl} \,X} und {\displaystyle \mathrm {CaCl} \,X} ineinander über.